# SV Jong Rambaan
SV Jong Rambaan is een Surinaamse voetbalclub. De thuisbasis is het Emiel Briel Stadion (LSB Stadion) in Lelydorp in het district Wanica. De club speelt in de SVB-Tweede Divisie (voorheen Eerste Klasse) en won in 2014 het Lidbondentoernooi. 